# Säyne
Säyne är en sjö i kommunen Rantasalmi i landskapet Södra Savolax i Finland. Sjön ligger 100,9 meter över havet. Arean är 1,65 kvadratkilometer och strandlinjen är 12,87 kilometer lång. Sjön  ingår i Vuoksens huvudavrinningsområde.   Den ligger omkring 64 kilometer öster om S:t Michel och omkring 270 kilometer nordöst om Helsingfors. 